# Pennzoil

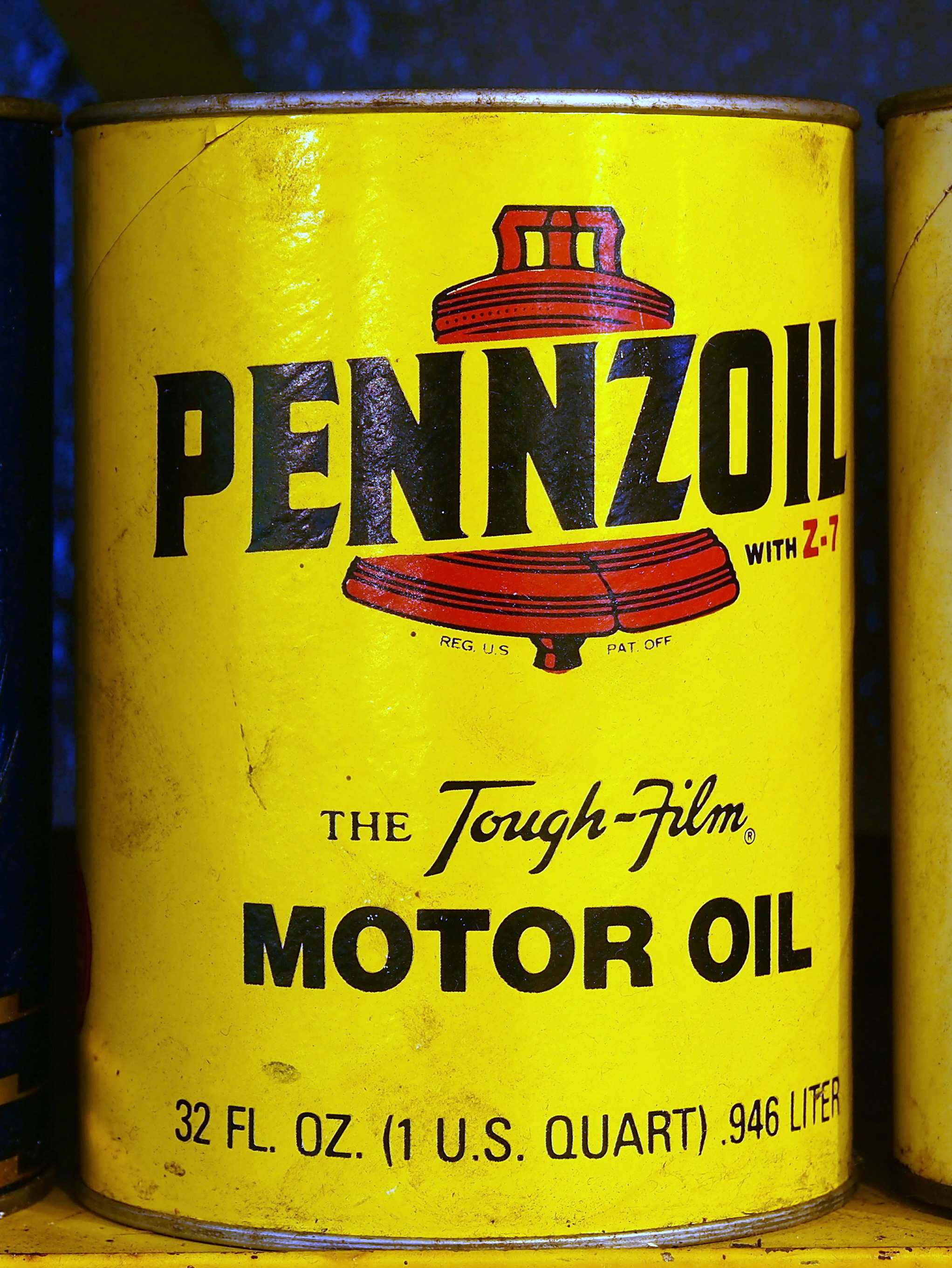
Barattolo d'olio della Pennzoil

La Pennzoil è una compagnia petrolifera statunitense fondata a Los Angeles, in California, nel 1913; in passato aveva sede al Pennzoil Place situato nel centro di Houston in Texas. Nel 1999 è stata acquisita dalla Shell formando la SOPUS (Shell Oil Products US).

## Storia

### Origini e crescita
Le origini della compagnia possono essere fatte risalire alla "South Penn Oil Company", un'azienda petrolifera nata come unità della Standard Oil ad Oil City, in Pennsylvania, nel maggio 1889, per opera di Michael Late Benedum e Joe Trees.
La compagnia è diventata presto il più grande produttore di petrolio della regione, raggiungendo l’indipendenza quando la Standard Oil fu scissa nel 1911. A quei tempi, due società, una sulla Costa Orientale e l'altra sulla Costa Occidentale (fondate rispettivamente nel 1908 e nel 1913) iniziarono a commercializzare i propri olii motore con il marchio Pennzoil. Le loro raffinerie e distributori sarebbero stati successivamente incorporati come "The Pennzoil Company" nel 1925. Nel 1955, South Penn Oil acquisì la completa proprietà di Pennzoil Co.
Nel 1963, la South Penn Oil si fuse con la Zapata Petroleum e la Stetco Petroleum, per formare una nuova "Pennzoil Company", con sede a Houston e con Hugh Liedtke come presidente. Nel 1965 Pennzoil commercializzava i suoi prodotti petroliferi in tutto il mondo.
Nel 1968, la United Gas Corporation fu acquistata da Pennzoil, attraverso un acquisto con leva finanziaria, necessario perché Pennzoil non aveva abbastanza risorse per acquistare la United a titolo definitivo.
Durante gli anni '70, l'azienda trasferì i suoi uffici al Pennzoil Place nel centro di Houston, in Texas. Nel 1977 viene costituita una società spin-off denominata POGO, acronimo di Pennzoil Offshore Gas Operators.
Nel 1984, la Pennzoil ha stipulato un contratto informale ma vincolante con Getty Oil per l'acquisto di una grande porzione della compagnia, che prevedeva la cessione dei diritti sui giacimenti petroliferi di Getty alla Pennzoil. Tuttavia, la compagnia petrolifera Texaco, che operava nella convinzione che l'accordo non fosse ancora definitivo, tentò di acquisire Getty per sé.Pennzoil citò quindi in giudizio Texaco nel tribunale statale del Texas, sostenendo che Texaco aveva indotto Getty a violare il contratto con Pennzoil. Una giuria ha assegnato a Pennzoil 7,53 miliardi di dollari di danni compensativi e $ 3 miliardi di danni punitivi. Secondo la legge del Texas, Pennzoil poteva garantire un pegno su tutte le proprietà di Texaco nello Stato, a meno che Texaco non avesse inviato un'obbligazione per coprire il giudizio, gli interessi e i costi della causa (stimata in $ 13 miliardi).
Texaco, tuttavia, fece causa presso la Corte Distrettuale degli Stati Uniti per il Distretto Meridionale di New York, sostenendo che il procedimento del Texas aveva violato i diritti costituzionali di Texaco. Pennzoil fece allora appello alla Corte Suprema degli Stati Uniti, in contrapposizione alla Corte federale.
La Corte Suprema ha annullato la decisione del tribunale distrettuale, sulla base del fatto che il tribunale federale di New York avrebbe dovuto astenersi dall'interferire con la decisione di un tribunale statale. Texaco fece nuovamente ricorso contro la decisione del tribunale statale del Texas. La Corte d'Appello del Texas confermò infine il verdetto della giuria, ma riscontrò che il tribunale aveva abusato della sua discrezionalità. I danni risarcitori di 7,53 miliardi sono rimasti inalterati. Dopo che Texaco ebbe dichiarato bancarotta, Pennzoil accettò di risolvere il caso per 3 miliardi di dollari.

### Acquisizione
Nel 1998, le divisioni di olio motore, prodotti e servizi di Pennzoil sono state scorporate come società indipendente, acquisendo successivamente la rivale Quaker State Corp., diventando "Pennzoil-Quaker State Company", a sua volta acquistata poi dalla Shell. 
La Shell ha infatti acquisito la Pennzoil-Quaker State Company nel 2002, per incorporarla come due marchi di olio motore separati, Pennzoil e Quaker State.

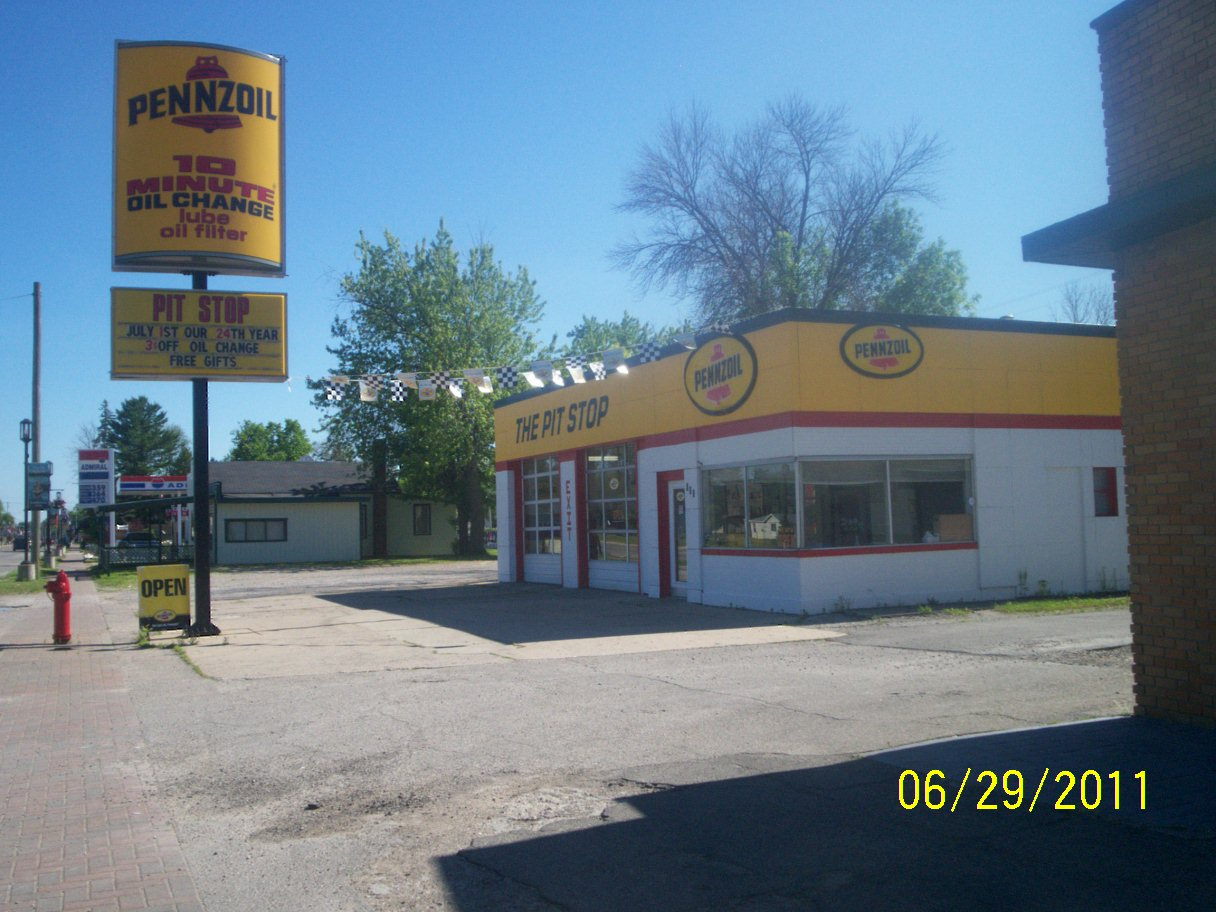
Una stazione di servizio a marchio Pennzoil

### Benzina
Tra i suoi prodotti, Pennzoil vende anche benzina. Nelle prime parti della storia dell'azienda, le stazioni di servizio erano marchiate come Pennzip, anche se in seguito furono cambiate in Pennzoil. Per decenni, le stazioni di servizio Pennzoil sono state per lo più commercializzate nella Pennsylvania occidentale, nel New York occidentale, nell'Ohio settentrionale e orientale e nella Virginia Occidentale settentrionale. 
Negli anni '90, i carburanti Pennzoil ha visto un periodo di rinascita quando la catena di negozi Cogo's, nell'area di Pittsburgh, ha iniziato a collaborare con l’azienda. Il co-branding è durato solo pochi anni e i marchi di Cogo sono passati a BP ed Exxon nel 2001.
Dopo l'acquisto di Pennzoil da parte di Shell, c'era la possibilità che le restanti stazioni Pennzoil, principalmente nella Pennsylvania occidentale, sarebbero state convertite a Shell. Questo non è successo, ma le tre stazioni di servizio Pennzoil nell'area di New Castle, in Pennsylvania, hanno avviato un co-branding con il marchio 7-Eleven nel 2003; dei tre impianti, solo uno è ancora attivo con i due marchi del gruppo. 

### Motorsport
Pennzoil ha sponsorizzato numerosi piloti statunitensi nei campionati USAC, IndyCar Series e NASCAR, oltre a vari eventi sportivi; è anche fornitore del team americano di Formula 1 Haas F1 Team e, in passato, della MasterCard Lola.